# 드래곤네스트
드래곤네스트(Dragon Nest)는 아이덴티티 게임즈에서 개발하고 액토즈소프트에서 서비스하는 액션 롤플레잉 게임이다. 귀여운 캐릭터와 아기자기한 배경, 속도감 있는 액션과 전투가 특징이다. 2010년 3월 4일에 정식 서비스를 넥슨에서 시작하였다. 2012년 10월 넥슨과의 퍼블리싱 계약 만료로 인하여 액토즈와 2012년 11월 계약 체결 하여 서비스를 하고 있다. 현재 액토즈소프트와의 계약이 만료되고 푸푸게임즈 그리고 넥슨이랑 계약해 양쪽에서 서비스를 하고 있다.

## 게임 플레이

### 스테이지
드래곤네스트의 주된 플레이 방법은 플레이어가 스테이지에 입장해 적 몬스터를 쓰러뜨리는 것이다. 스테이지는 일종의 인스턴스 던전으로, 플레이어는 자신의 캐릭터를 성장시키거나 퀘스트를 완수하기 위해 스테이지를 클리어해야 한다. 플레이어가 스테이지에 입장할 때마다 플레이어만의 공간이 생기게 되고. 플레이어는 이 공간 내에서 적 몬스터들과 전투를 벌이게 된다. 스테이지는 주로 3~5개의 '지역'으로 이루어져 있고, 플레이어는 마지막 지역에서 등장하는 보스 몬스터를 쓰러뜨리기 위해 여러 지역을 통과해야 한다. 한 지역을 통과하는 방법은 대개 지역의 모든 몬스터를 쓰러뜨리는 것이지만, 때로는 길이 막히거나 없는 경우가 생긴다. 이럴 때는 간단한 퍼즐을 풀어서 길을 만들 수 있다. 플레이어가 스테이지에 입장하기 위해서는 '피로도'가 필요하다. 피로도는 스테이지를 진행할 때 사용되는 것으로, 매일 일정량이 주어진다. 다른 플레이어와 함께 스테이지에 입장하면 피로도 소모량이 소폭 감소한다.
스테이지에는 보통, 어려움, 마스터, 어비스의 4단계 난이도가 존재한다. 난이도가 높아질 수록 몬스터가 강해지고, 그 수가 증가하여 전투가 어려워진다. 플레이어는 새로운 스테이지에 처음 입장할 때부터 모든 난이도를 선택할 수 있지만, 일부 스테이지의 어비스 난이도는 일정 레벨이 되어야만 입장이 가능하다. 어비스 난이도는 다른 난이도와 많은 차이가 있는 난이도이다. 어비스 난이도에서는 모든 지역에 걸쳐 검은 안개가 형성되어 플레이어의 시야를 가린다. 한 지역마다 엘리트 몬스터가 등장하며, 일부 대형 보스를 제외한 대부분의 보스 몬스터의 수가 2배로 증가하게 되어 전투의 난이도가 급격하게 상승한다.
'네스트 스테이지'는, 강력한 보스 몬스터와 전투를 벌이게 되는 스테이지이다. 네스트 스테이지는 일반 스테이지에 비해 전투의 난이도가 굉장히 높은 편이고, 부활 가능 횟수의 제한 등 플레이어에게 불리한 제약이 주어진다. 일반적인 스테이지에서의 지역은 네스트 스테이지에서는 '관문'이라 불린다. 각 관문마다 관문을 지키는 엘리트 몬스터가 존재하며, 이 엘리트 몬스터를 쓰러뜨려야 다음 관문으로 갈 수 있게 된다. 이렇게 4~5개 정도의 관문을 지나고 나면 강력한 보스 몬스터가 등장하고, 이 최종 보스 몬스터를 쓰러뜨리면 네스트 스테이지가 완료된다. 네스트 스테이지에는 일반적인 스테이지보다 전투 안에 퍼즐적 요소가 많이 포함되어 있는데, 이를 잘 이용하면 전투를 유리하게 진행할 수 있다. 네스트 스테이지는 일주일에 입장 횟수가 제한되어 있고, 입장하려면 특별한 아이템이 필요하다.

### 다크레어
에 걸친 몬스터들의 공격을 막아내는 일종의 스테이지이다. 다크레어에는 '증오의 페자델로'와 '질투의 알브트라움' 그리고 '무한의 프로미도' 세가지 스테이지가 있다. 증오의 페자델로는 50라운드에 걸친 몬스터들의 공격을 막아내야 하고, 50라운드를 모두 막아내거나, 참가한 모든 플레이어가 죽었을 경우 스테이지가 종료된다. 질투의 알브트라움도 증오의 페자델로와 비슷한 방식으로 진행하지만, 한 가지 다른 점은 지역 중앙에 위치한 여신상을 지켜야 한다는 것이다. 마지막으로 무한의 프로미도는 증오의 페자델로랑 비슷하지만 무한으로 계속 나아갈 수 있다 하지만 이전 스테이지보다 체력과 공격력이 크게 상승한다. 다크레어에 입장할 때는 피로도가 소모되지 않는다. 하지만 무한의 프로미도는 입장권이 3개가 필요하다.
기본적으로 약 90%정도의 보정을 받기 때문에 갖 만랩의 유저도 충분히 즐길수 있는 스테이지이다.
돈을 벌기 위해 주로 증오의 페자델로만 돈다(기본적으로 결정 290개+주말보상10G)
그리고 최근에 보정맵으로 인원이 적어지면 클리어하기 편하게 보정이 된다.

획득할 수 있는 아이템은(증오의 페자델로)
1층
근원(Lv40),제레인트의 문장,악몽의 결정 30개
2층
근원(Lv50~60), 카라한의 문장(매직 미사일, 아이스 실드),악몽의 결정 40개
3층
근원(Lv70), 악몽의 결정 50개

### 콜로세움
콜로세움은 드래곤네스트의 PVP 컨텐츠이다. 플레이어는 콜로세움에서 다른 플레이어와 전투를 할 수 있다. 전투 형식에는 크게 개인전, 단체전, 대장 지키기가 있다. 대장 지키기에서는 각 팀마다 임의로 대장이 선정되어 대장이 죽게 되면 팀이 패배하게 된다. 대장으로 선정된 플레이어의 캐릭터에게는 커다란 투구가 씌워지게 되어 다른 플레이어와 구별된다. 콜로세움에서 한 전투를 끝낼 때마다 메달을 받을 수 있고, 메달을 일정 수 모으면 다른 아이템으로 교환이 가능하다.

### 캐릭터
플레이어는 캐릭터를 생성할 때 워리어, 아처, 클레릭, 소서리스, 아카데믹, 칼리, 어쌔신, 렌시아,마키나 중 하나의 직업을 택하게 된다. 캐릭터의 레벨이 15가 되었을 때, 좀 더 세분화되고 전문적인 직업으로 전직을 할 수 있다. 각각의 직업마다 특징이 뚜렷하여, 대개는 스테이지 진행 시에 직업마다 맡는 역할이 다르다. 따라서 스테이지를 진행할 때, 플레이어간의 역할 분담을 잘 하게 되면 전투를 수월하게 진행할 수 있다. 특히 어비스 난이도의 스테이지나 네스트 스테이지를 진행할 때에는 플레이어간의 역할 분담과 협동이 굉장히 중요시된다.
캐릭터의 레벨이 45가 되었을 때, 다시 직업이 세분화된다.
세분화된 직업은 각각 직업마다 2개가 존재하며, 현재 레벨은 90까지 올릴 수 있다.

## 개발 과정
지난 2007년 11월 2일에 넥슨은 아이덴티티게임즈와 드래곤네스트의 퍼블리싱 계약을 체결했다고 발표했다.

넥슨은 2008년 11월 13일, 지스타 2008을 통해 드래곤네스트의 시연버전을 공개했다.

넥슨은 게임의 안정성을 점검하기 위해, 2009년 5월 15일부터 4일간에 걸쳐 1차 클로즈 베타 테스트를 진행했으며, 2009년 9월 22일부터 10일간에 걸쳐 2차 클로즈 베타 테스트를 진행했다.

 넥슨은 드래곤네스트를 정식오픈하기 전에, 미리 게임을 해볼 수 있는 '파이오니어 유저'를 모집하여, 2010년 2월 18일부터 3월 3일까지 '파이오니어 유저'를 대상으로 한 드래곤네스트 파이오니어 시즌을 오픈했고, 파이오니어 시즌이 끝난 다음 날인 2010년 3월 4일에 드래곤네스트를 정식오픈하였다.

## 게임 홈페이지
- 드래곤네스트 공식 홈페이지